# Periquito-australiano
O periquito-australiano ou periquito-comum ou, no popular em inglês, budgerigar (normalmente azul ou verde-amarelo), conhecido cientificamente por Melopsittacus undulatus, é uma pequena espécie de ave psitaciforme de cauda longa, pertencente à família Psittaculidae, que se alimenta de sementes e é a única espécie do gênero Melopsittacus. Foi registrada pela primeira vez em 1805, e hoje é o terceiro animal de estimação mais famoso no mundo, atrás somente do cão e do gato.
Na natureza vive em grandes bandos, e outra característica é o fato de emitir vários sons durante o voo e quando está repousando em galhos de árvores. Em condições climáticas favoráveis, é possível verificar uma grande colônia de periquitos ali habitando. Caso o espaço anterior venha a se tornar seco, tende a migrar para áreas mais frescas e com maior abundância de grãos e sementes.
O periquito-australiano está intimamente ligado com o lóris e o papagaio-do-figo. Eles pertencem ao grupo de periquito, um termo não taxonômico que se refere a qualquer papagaio de pequeno porte com cauda longa, plana e cônica. Tanto em cativeiro quanto na natureza se reproduz de forma oportunista e em pares.

## Taxonomia
Pensava-se que o periquito era a ligação entre os gêneros Neophema e Pezoporus, baseado na plumagem compacta. No entanto, estudos filogéneticos recentes que utilizam sequências de DNA constataram que o periquito é próximo ao lóris e ao papagaio-do-figo.

## Características

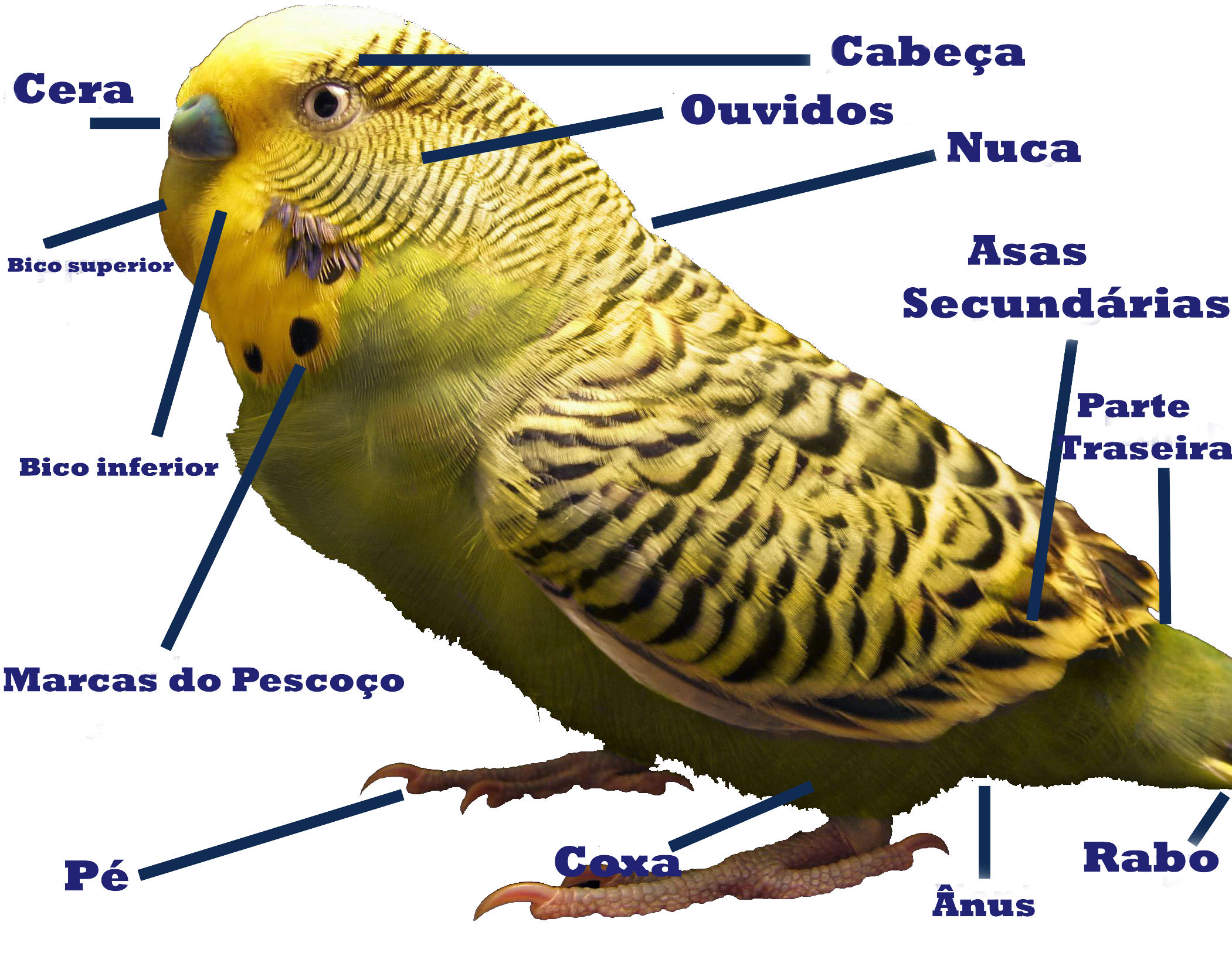
Fisiologia de um periquito-australiano.

Os periquitos-australianos são aves pequenas, com uma envergadura média de 18 cm. As fêmeas são ligeiramente mais pesadas, podendo ter entre 24 e 40 gramas, enquanto os machos selvagens têm entre 22 e 34 gramas. Em estado natural, os periquitos são visivelmente menores do que aqueles domesticados. Esta espécie em particular de papagaio está disponível em várias cores quando em cativeiro (como azul, cinza, amarelo, cinza-esverdeado, violeta e branco).
Suas penas em hábitat natural apresentam tons esverdeados cintilantes e faixas com tons de preto em diversos formatos, começando da cabeça até a cauda, geralmente ocorrendo somente na parte de cima da ave. Da face até um pouco para cima do bico, apresenta tons de amarelo. Exibe pequenas manchas roxas em suas bochechas e uma série de três manchas pretas nos cantos do pescoço (chamadas de pontos da garganta). A cauda tem tons de cobalto (azul-escuro), com algumas penas amarelas. Suas asas são compostas de partes preta-esverdeadas, riscos pretos com algumas camadas amarelas e pontos amarelos centrais que só aparecem quando as asas estão estendidas. Suas pernas variam de tons de cinza a vermelho. Como a maioria das espécies da família Psittaculidae, sua plumagem é fluorescente quando exposta à luz ultravioleta.
Seu bico não se projeta muito, graças ao grande volume de pena que o encobre, sendo que a parte superior é muito maior do que a parte inferior. Com uma ponta afiada, permite que a ave agarre e pegue pequenos pedaços de alimentos como frutas e legumes. As unhas dos pés são compridas, formando garras.
O periquito-australiano é uma das duas únicas espécies de aves psitaciformes verdadeiramente domesticadas pelo homem (a outra é o inseparável-de-faces-rosadas). A espécie é alvo de selecção artificial e reprodução em cativeiro desde a década de 1850. Os periquitos-australianos podem aprender a falar. A ave doméstica registrada com o maior vocabulário foi um periquito-australiano chamado Puck.

### Reprodução

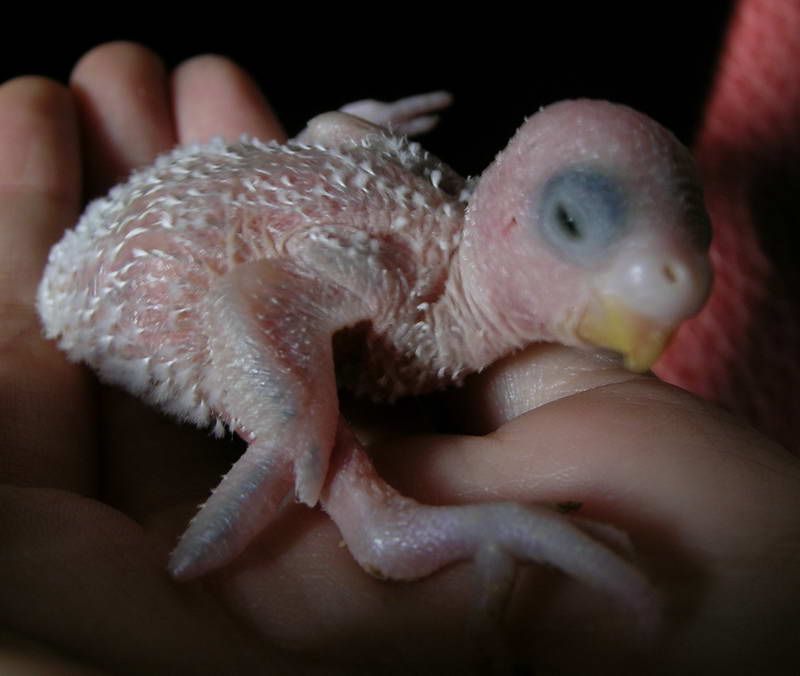
Filhote de periquito-australiano com 11 dias de vida.

Os periquitos-australianos não apresentam nenhum tipo de dimorfismo sexual à primeira vista, mas quando as aves já estão na fase adulta é possível diferenciar o sexo através da cor da cera, uma estrutura presente acima do bico onde se localizam as duas narinas, sendo a da fêmea marrom e a do macho azul. Algumas aves fêmeas apenas demonstram a cera marrom na época de reprodução, enquanto no resto do ano ficam com a cor mais esbranquiçada. Os machos albinos e lutinos ficam com essa parte púrpura-rosada por toda a vida, parecendo que não se desenvolveram. Um fator importante que diferencia um adulto de uma cria é a íris dos olhos: a do adulto é branca em volta e preta no meio, a da cria é totalmente preta.
Geralmente é fácil identificar o sexo logo após a ave completar 6 meses de idade, quando está apta para a reprodução, através da cor da cera, mas seu comportamento e sua cabeça também ajudam. O filhote passa a ficar mais agitado e barulhento, e o volume de pena na parte de cima aumenta.
Em um macho maduro a cera é azul-púrpura, mas em algumas mutações como o Amarelo de Olhos Pretos e Arlequim Recessivo Dinamarquês, a cabeça é mais arredondada e a cera semelhante à de um albino ou lutino. O machos são geralmente mais alegres, namoradores, extrovertidos e tendem a fazer mais barulho que as fêmeas.
A cera da fêmea é rosada ou esbranquiçada e muda para marrom com uma textura mais grossa na época de reprodução e muitas vezes apresenta penas nas costas mais compactas e menos volumosas. As fêmeas são altamente dominantes e mais intolerantes socialmente.
A reprodução na natureza geralmente ocorre entre junho e setembro, no norte da Austrália, e entre agosto e janeiro, no sul. Eles demonstram sinais de afeição entre si ao alimentarem uns aos outros. Para isso, eles primeiro comem a comida e logo depois a regurgitam no bico do outro. As superpopulações aparecem quando há um aumento de disponibilidade de água. Seus ninhos são feitos em buracos de árvores, postes ou troncos caídos no chão. São postos de 4 a 6 ovos, que levam de 18 a 21 dias para se desenvolverem e eclodirem.
A maior parte das espécies de papagaios necessitam de uma árvore oca para se reproduzirem. Devido a este comportamento natural, os periquitos reproduzem-se mais facilmente em um ninho de tamanho razoável. Os ovos geralmente têm de 1 a 2 centímetros de comprimento e são branco-perolados. As fêmeas da espécie podem colocar ovos mesmo quando não há um macho, mas estes não são fertilizados, portanto não eclodem. A postura de ovos ocorre em dias alternados. Após o primeiro ser posto, pode levar de 2 a 3 dias para o seguinte.

### Visão
Como muitos pássaros, os periquitos têm visão de cores tetracromática, mas com todas as células dos quatro cones operando simultaneamente recebendo o espectro fornecido pela luz solar. O espectro ultravioleta ilumina as suas penas, sendo essa uma forma de atrair parceiros. Os pontos pretos na garganta do periquito são capazes de refletir raios UV e podem ser usados para distinguir as aves entre si.

### Mutações
Os periquitos ondulados, como também são conhecidos, apresentam uma enorme variedade de mutações do "original" verde:
Verde Claro, Azul, Factor Escuro, Cinzento, Violeta, Face Amarela tipo I e tipo II, Opalino, Saddleback, Spangle, Spangle Melânico, Canela, Fallow, Lutinos e Albinos, Diluídos, Asas Claras, Asas Cinzentas, Arco Íris, Corpos-Claro, Arlequim Australiano, Rémiges Claras, Arlequim Holandês, Arlequim Dinamarquês, Amarelos e Brancos de Olhos Pretos, Slate, Antracite, Face Preta, Periquitos de Poupa, O Mottle, Bicolores, Frisados, Feather Duster e diversas combinações entre estas mutações.

### Alimentação
Os periquitos-australianos alimentam-se quase exclusivamente de sementes de gramíneas, quando em estado natural. São de hábitos diurnos, já que de dia buscam comida para alimentar seus filhotes, e de noite descansam, sendo muito importante para eles dormir,
pois se não fizerem isto de uma forma correcta poderão ter vários problemas de saúde, principalmente quando domesticados.
Em cativeiro, a dieta é complementada com verduras, frutas, farinhadas e outros complementos alimentares. Verduras que comem: chicória molhada, espinafre; Frutas que comem: banana, laranja. Recomenda-se não dar em hipótese alguma abacate e semente de maçã, pois contêm substâncias nocivas para a saúde dos periquitos-australianos.

## Distribuição da espécie

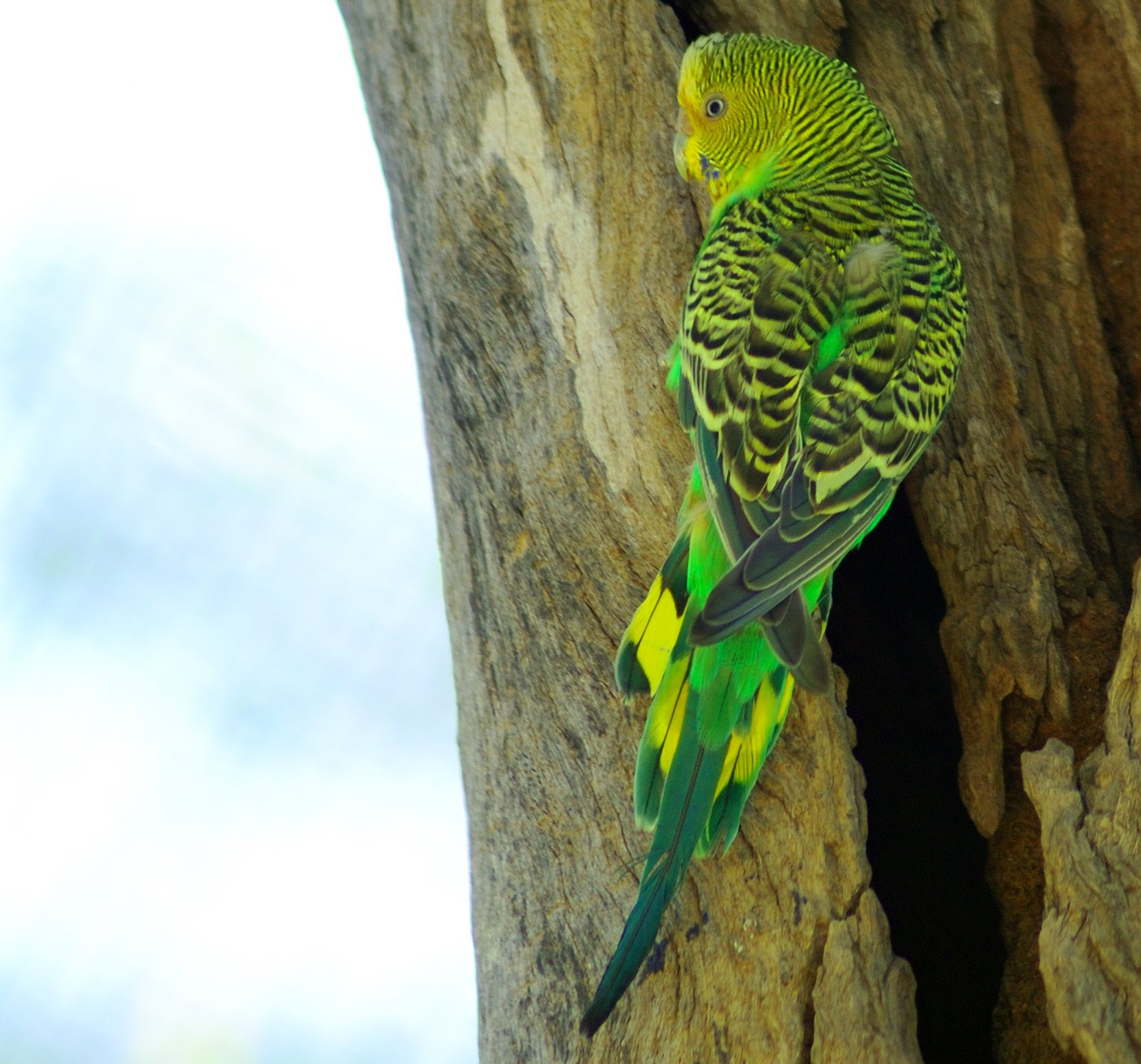
Periquito-australiano em seu hábitat natural.

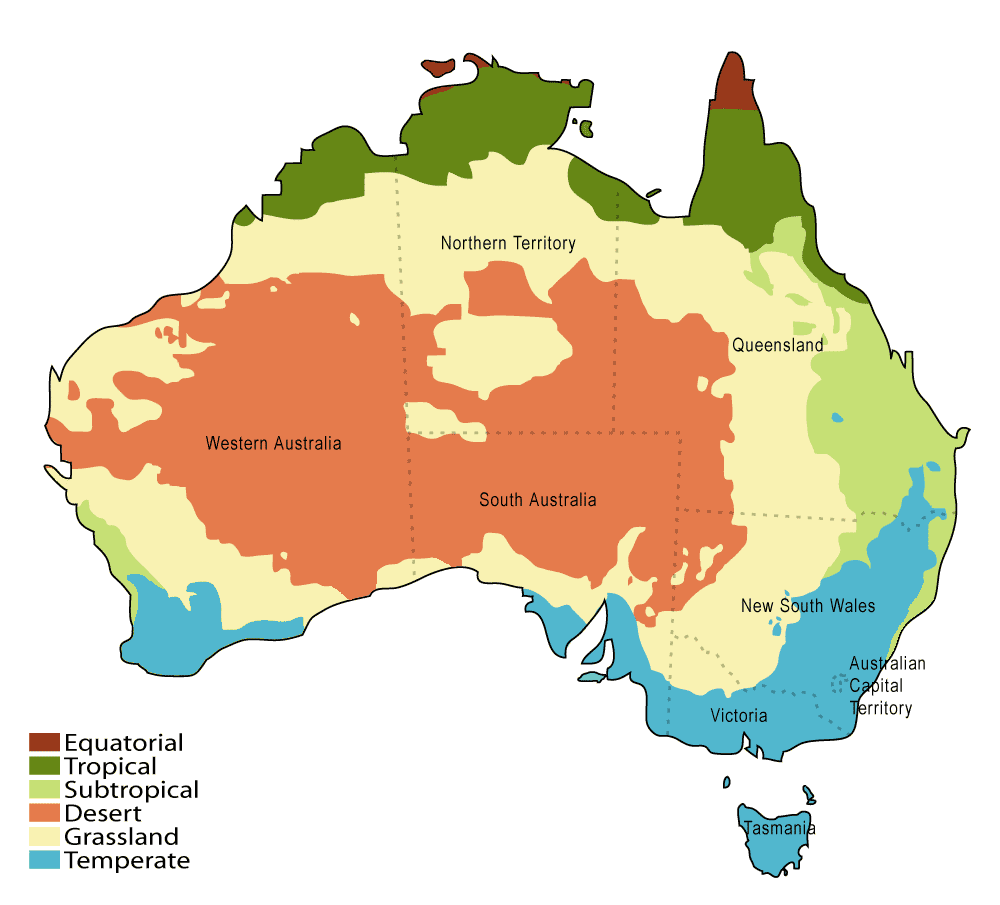
Mapa do clima na Austrália.

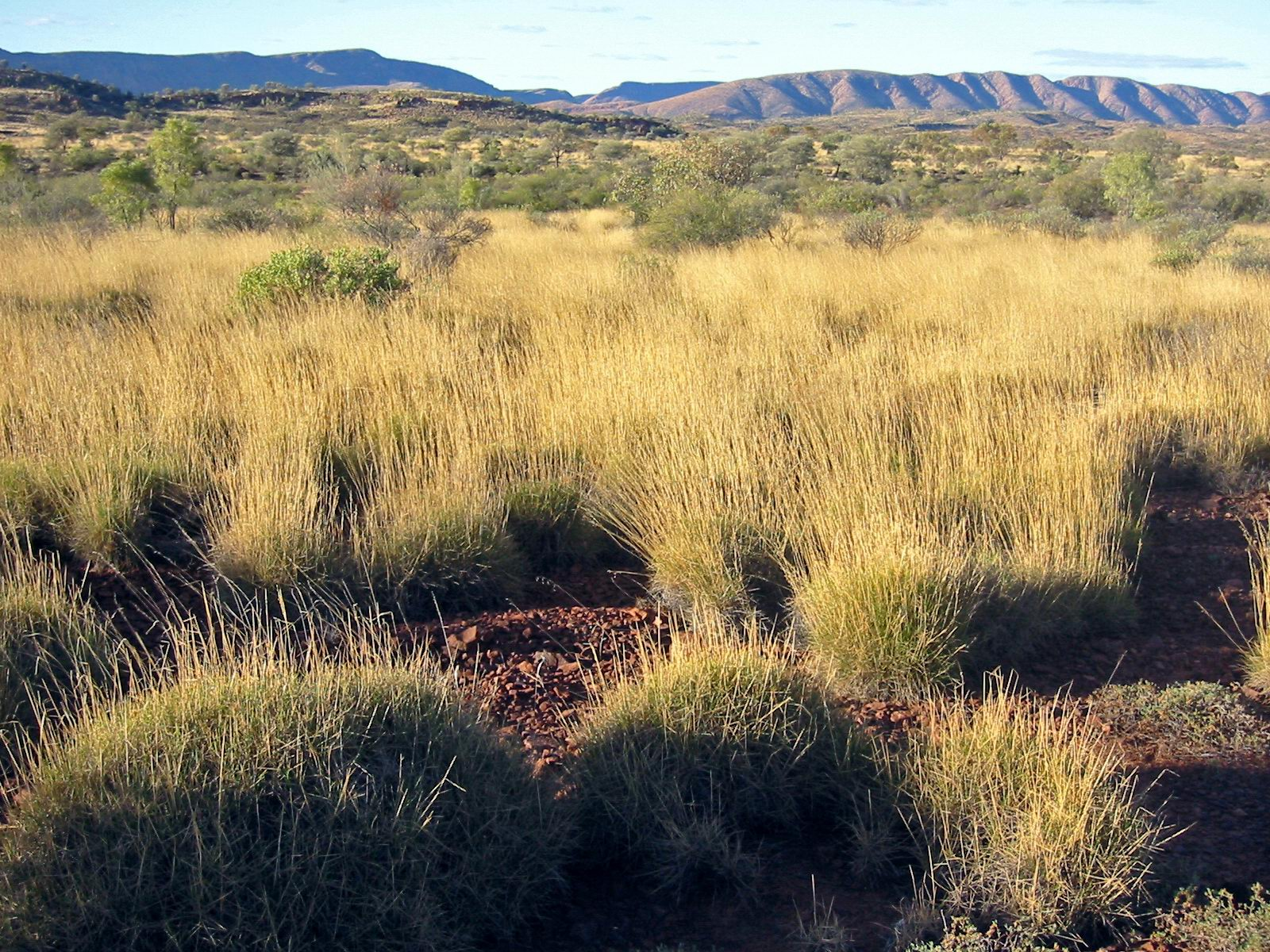
Savana no centro da Austrália, um dos hábitats do periquito

O periquito faz parte da fauna australiana. Eles colonizaram a maior parte do continente australiano, exceto a parte do extremo sudoeste, no encontro com a floresta tropical da Península do Cabo York e na maior parte das regiões costeiras do norte a leste da Austrália. Há relatos de avistamentos de periquitos-australianos na Tasmânia, no entanto, estes são refugiados de cativeiro.
A espécie ocorre principalmente em áreas onde água e comida são abundantes durante todo o ano, como o norte da Austrália. No entanto, as condições climáticas irregulares e a dependência do periquito em sementes de plantas caídas no solo forçaram os grupos de algumas regiões a levarem uma vida nômade e a migrarem para outras regiões em algumas épocas do ano. Até que ponto as migrações ocorrem ou se seguem as direções norte ou sul, ainda não se sabe ao certo. Há indícios de que periquitos mais velhos e, portanto, mais experientes, guiem o bando a áreas tradicionais e anteriormente visitadas. As migrações são lentas, já que periquitos-australianos selvagens não são capazes de construir reservas de gordura maiores, sendo assim não podem fazer voos de longa duração. Podem voar até três horas sem interrupção a uma velocidade de 100 km/h.
Populações selvagens na Flórida e Kuwait não existem mais. O aumento da população de pardais e estorninhos-europeus resultou em uma competição por alimentos entre as espécies, sendo essa a causa primaria de declínio de periquitos nesses locais.

### Habitat natural
Os periquitos colonizam uma variedade de hábitats áridos e semiáridos como as zonas interiores e a parte central da Austrália. Habitam em grande número lugares de pastagem, geralmente em terras de agricultura de grãos, terras de arbustos e outras localizações. Por outro lado, evitam áreas florestais por preferirem locais sazonais e próximos a rios e cisternas. Às vezes também se instalam em campos de golf. Embora sejam capazes de sobreviver em locais com poucos rios, estão em maior parte onde há cursos d'água e nascentes. Quando há criações de gado e ovelhas por perto, passam a usufruir dos pontos de água próximos instalados pelos fazendeiros.

## Periquitos e os humanos

### História

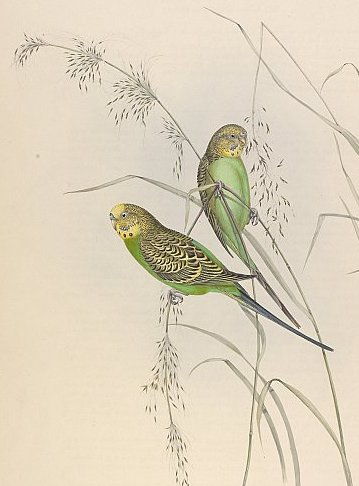
Pintura de John Gould

Os periquitos-australianos foram relatados pela primeira vez por George Shaw e Frederick Nodder, dois importantes naturalistas do século XIX. Mas foi somente no ano 1840 que John Gould, um ornitólogo e naturalista inglês, levou alguns exemplares desta ave à Europa. Rapidamente, a partir do ano 1850, por serem de fácil domesticação e adaptação a gaiolas, passaram a ser comercializados em larga escala. Porém, graças à grande procura começaram as exportações de aves selvagens. Mais tarde, em 1894, a prática foi proibida, resolução que dura até os dias de hoje, sendo que boa parte dos periquitos hoje comercializados provém de cativeiro.

### Etimologia
John Gould foi quem nomeou a espécie. O nome do gênero Melopsittacus vem do grego e significa "papagaio melodioso". O nome da espécie, undulatus, é do latim e pode ser traduzido como "ondulado" ou "padrão de ondas". Gould observou que os povos locais das Planícies de Liverpool, em Nova Gales do Sul, usavam o termo "betcherrygah". Enquanto algumas referências mencionam que a palavra significa "bom", outras especificam "pássaro bom". Porém, é possível que sejam mais precisos registros locais da região que indicam a tradução como "comida boa". Há relatos apócrifos de que a tradução não literal seja "petisco saboroso", indicando que os indígenas comiam a ave. No entanto, é mais provável que o termo tenha relação com a natureza migratória do periquito. Com as mudanças sazonais que deixaram parte das planícies estéril, o periquito-australiano migraria para áreas onde havia água e sementes. Seguindo os pássaros, os indígenas localizavam água e comida. Assim, eles eram capazes de levá-los até a chamada "comida boa".